# Эль-Джауф (мухафаза)
Эль-Джауф (араб. الجوف‎) — одна из 21 мухафазы Йемена.

## География
Расположена в северо-западной части страны. Граничит с мухафазами: Хадрамаут (на востоке), Мариб (на юге), Сана (на юго-западе), Амран (на западе), Саада (на северо-западе), а также с Саудовской Аравией (на севере).
Площадь составляет 30 620 км². Административный центр — город Эль-Хазм.

## Население
По данным на 2013 год численность населения составляет 544 982 человека.
Динамика численности населения мухафазы по годам:
| 1988   | 1994    | 2004    | 2013    |
| ------ | ------- | ------- | ------- |
| 42 800 | 347 639 | 451 426 | 544 982 |